# Horace Parlan
Horace Parlan (* 19. Januar 1931 in Pittsburgh, Pennsylvania; † 23. Februar 2017 in Korsør, Sjælland) war ein US-amerikanisch-dänischer Jazzpianist, der mit dem Ben Webster Prize ausgezeichnet wurde.

## Leben und Wirken
Als Kind erkrankte Parlan an Kinderlähmung, wodurch er eine teilweise Verkrüppelung der rechten Hand erlitt. Das Handicap kompensierte Parlan durch die Entwicklung einer eigenen Spieltechnik, bei der die rechte Hand ausgeprägt rhythmische Phrasen spielt, denen die linke breite Akkorde entgegensetzt.
Als primäre Einflüsse nannte Parlan häufig Ahmad Jamal und Bud Powell, auch eine starke Beziehung zu Blues und Rhythm and Blues ist offensichtlich. Parlans Stil verbindet die komplexen harmonischen Muster des Bebop mit den afroamerikanischen Wurzeln des Jazz.
Während der 1950er Jahre begann Parlan mit verschiedenen R&B-Bands zu spielen, u. a. mit Clifford Brown. Nach einem Umzug nach New York schloss er sich von 1957 bis 1959 der Gruppe von Charles Mingus an. Diese Zusammenarbeit beförderte seine Karriere sehr, durch seinen Klavierpart auf den Mingus-Klassikern Mingus Ah Um und Blues & Roots wurde Parlan einem breiteren Publikum bekannt. 1960 und 1961 spielte Parlan vor allem mit Booker Ervin, 1962 dann mit dem Eddie Lockjaw Davis-Johnny-Griffin-Quintett. Von 1963 bis 1966 spielte Parlan mit Rahsaan Roland Kirk. In den 1960er Jahren entstand eine Reihe von Aufnahmen bei Blue Note, wie die Alben Speakin' My Piece und On the Spur of the Moment, die er mit den Turrentine Brüdern, George Tucker und Al Harewood aufnahm.
1973 verließ Parlan die Vereinigten Staaten und zog nach Kopenhagen. Er erregte internationale Aufmerksamkeit mit einer Reihe von Aufnahmen bei SteepleChase Records, darunter insbesondere eine Serie von Duetten mit dem Tenorsaxophonisten Archie Shepp, die Anklänge an die Gospel-Musik wach werden lassen. Weitere Aufnahmen entstanden mit Dexter Gordon, Red Mitchell und in den 1980er Jahren mit Frank Foster, Tony Coe (Canterbury Song, 1989) und Michal Urbaniak, 1991 mit David Murray und Pierre Dørge (The Jazzpar Prize). Unter eigenem Namen nahm Parlan für die Labels Enja und Timeless Alben auf.
1995 nahm Parlan die dänische Staatsangehörigkeit an. Seit 2007 nahezu erblindet und auf den Rollstuhl angewiesen, verbrachte er, seit er verwitwet war, seine letzten Jahre in einem Pflegeheim in Korsør.

## Diskografische Hinweise
- Speakin' My Piece (Blue Note, 1960)
- Up & Down (Blue Note, 1961) mit Booker Ervin, Grant Green
- On the Spur of the Moment (Blue Note, 1961)
- Blue Parlan (Steeplechase, 1978) mit Wilbur Little, Dannie Richmond
- Glad I Found You (Steeplechase, 1984) mit Thad Jones, Eddie Harris, Jesper Lundgaard
- Relaxin’ with Horace (Stunt, 2003) mit Jesper Lundgaard, Ed Thigpen

## Sammlung
- The Complete Blue Note Horace Parlan Sessions (1960–63; Mosaic, 2000) – 8 LPs oder 5 CDs mit Sam Jones, Al Harewood, George Tucker, Tommy Turrentine, Stanley Turrentine, Ray Barretto, Booker Ervin, Grant Green, Johnny Coles, Butch Warren, Billy Higgins